# Megastigmus juniperi
Megastigmus juniperi är en stekelart som beskrevs av Nikol'skaya 1952. Megastigmus juniperi ingår i släktet Megastigmus och familjen gallglanssteklar.
Artens utbredningsområde är:
- Kazakstan.
- Armenien.
- Turkiet.
- Uzbekistan.

Inga underarter finns listade i Catalogue of Life.